# John E. Blaha
John Elmer Blaha (* 26. August 1942 in San Antonio, Texas) ist ein ehemaliger US-amerikanischer Soldat der United States Air Force und Astronaut der NASA. Blaha ist verheiratet, hat drei Kinder und zwei Enkelkinder. Nach seinem Abschied von der NASA im September 1997 zog er zurück nach San Antonio.

## Leben
Blaha schloss die Granby High School in Norfolk (Virginia) im Jahre 1960 und verpflichtete sich danach bei der United States Air Force. Dort erhielt er 1965 von der United States Air Force Academy einen Bachelor in Ingenieurwissenschaften. 1966 erwarb er einen Master in Raumfahrttechnik von der Purdue University.
Blaha erhielt 1967 seine Pilotenschwingen an der Williams Air Force Base in Arizona. Anschließend flog er Maschinen der Typen F-4 Phantom II, F-102 Delta Dagger, F-106 Delta Dart und A-37 Dragon Fly. Er absolvierte 361 Kampfeinsätze im Vietnamkrieg und besuchte danach (1971) die Aerospace Research Pilot School der US-Luftwaffe an der Edwards Air Force Base in Kalifornien. Dort flog er das Forschungsflugzeug NF-104, eine raketengetriebene Version des späteren Starfighters F-104, bis zu einer Höhe von 31.800 Metern. An der Testpilotenschule war er als Ausbilder für Flugzeuge des Typs Starfighter verantwortlich, wo er verschiedene aerodynamische Manöver unterrichtete.
1973 nahm er eine Tätigkeit als Testpilot für die Royal Air Force an der Aeroplane and Armament Experimental Establishment in Boscombe Down, Vereinigtes Königreich an. Während seiner dreijährigen Abordnung flog er Kampfflugzeuge vom Typ Jaguar, Buccaneer und Hawk. 1976 absolvierte er das USAF Air Command and Staff College. Nach dem Abschluss arbeitete er für den stellvertretenden Stabschef Studies and Analyses am United States Air Force-Hauptquartier im Verteidigungsministerium der Vereinigten Staaten.

## Astronautentätigkeit
Seine Auswahl als Astronaut erfolgte im Mai 1980. Neben seinen Raumflügen war Blaha Chairman des NASA Space Flight Safety Panel. Blaha stand dem Entwicklungsteam des Orbiter Head Up Display Systems vor.

### STS-61-H
Im Februar 1985 wurde Blaha als Pilot der Mission STS-61-H eingeteilt. Die für Juni 1986 geplante Columbia-Mission wurde nach der Challenger-Katastrophe abgesagt. Es hätte ein kommerzieller Kommunikationssatellit ausgesetzt werden sollen. Die Mannschaft hätte neben Blaha aus Michael Coats, Anna Fisher, James Buchli, Robert C. Springer, dem britischen Nutzlastspezialisten Nigel R. Wood und der indonesischen Nutzlastspezialistin Pratiwi Sudarmono bestanden.

### STS-29
Blaha war Pilot der Discovery für Mission STS-29, die vom Kennedy Space Center, Florida, am 13. März 1989 abhob. Die Landung erfolgte am 18. März auf der Edwards Air Force Base. Während dieser Mission wurde der East Tracking and Data Relay Satellit ausgesetzt.

### STS-33
Blahas zweiter Raumflug war erneut als Pilot der Discovery (STS-33). Er war kurzfristig in die Mannschaft genommen worden, nachdem der ursprünglich vorgesehene Pilot David Griggs im Juni 1989 tödlich verunglückt war. Der Start war am 22. November 1989. Während des Fluges wurde ein Satellit des Verteidigungsministeriums ausgesetzt. Nach 79 Orbits kehrte die Discovery am 27. November zur Edwards Air Force Base zurück.

### STS-43
Blahas erster Flug als Kommandant war an Bord der Atlantis (STS-43). Während des Fluges vom 2. bis 11. August 1991 waren fünf Besatzungsmitglieder an Bord. Start und Landung erfolgten vom Kennedy Space Center. Während der Mission wurde der West Tracking and Data Relay Satellit ausgesetzt.

### STS-58
STS-58 Columbia hob am 18. Oktober 1993 vom Kennedy Space Center mit Blaha als Kommandant einer siebenköpfigen Besatzung ab. Die 14-tägige Mission wird von der NASA als eine der erfolgreichsten Spacelab-Flüge angesehen, die die NASA je durchgeführt hat. Die Landung erfolgte auf der Edwards Air Force Base.

### STS-79
Blaha begann im August 1994 am Defense Language Institute in Monterey, Kalifornien mit der russischen Sprachausbildung. Im Anschluss begann er das intensive Trainingsprogramm am Kosmonauten Trainingszentrum in, Star City, Russland im Januar 1995. Das Space Shuttle Atlantis (STS-79) startete am 16. September 1996. Nach dem Andocken ging Blaha an Bord der MIR-Raumstation. Dort war er als 2. Bordingenieur tätig und verbrachte die folgenden vier Monate mit der MIR-22-Besatzung. In dieser Zeit führte er Materialforschung und Flüssigkeitswissenschaften durch. Blaha kehrte am 22. Januar 1997 an Bord der Atlantis (STS-81) zurück.

### Zusammenfassung
| Nr | Mission                | Funktion           | Flugdatum                            | Flugdauer    |
| -- | ---------------------- | ------------------ | ------------------------------------ | ------------ |
| 1  | STS-29                 | Pilot              | 13. März – 18. März 1989             | 4d 23h 38m   |
| 2  | STS-33                 | Pilot              | 23. November – 28. November 1989     | 5d 00h 06m   |
| 3  | STS-43                 | Kommandant         | 2. August – 11. August 1991          | 8d 21h 21m   |
| 4  | STS-58                 | Kommandant         | 18. Oktober – 1. November 1993       | 14d 00h 12m  |
| 5  | STS-79 hin STS-81 rück | Missionsspezialist | 16. September 1996 – 22. Januar 1997 | 128d 05h 28m |

## Auszeichnungen
- Freundschaftsorden der Russischen Föderation
- NASA Distinguished Service Medal (2×)
- NASA Outstanding Leadership Medal
- NASA Exceptional Service Medal
- NASA Space Flight Medal (5×)
- Defense Superior Service Medal
- Legion of Merit
- Distinguished Flying Cross (2×)
- Defense Meritorious Service Medal
- Meritorious Service Medal (3×)
- Air Force Commendation Medal
- British Royal Air Force Cross
- Vietnam Cross of Gallantry

- Der Asteroid (22442) Blaha wurde nach ihm benannt.